# استوارت سینک
استوارت سینک (انگلیسی: Stewart Cink؛ زادهٔ ۲۱ مهٔ ۱۹۷۳) یک گلف‌باز اهل ایالات متحده آمریکا است.